# Frankenhofen (Bad Wörishofen)
Frankenhofen ist ein Gemeindeteil der Stadt Bad Wörishofen an der Ostgrenze des schwäbischen Landkreises Unterallgäu, westlich der Wertach.

## Lage
Das Dorf liegt etwa vier Kilometer südöstlich der Stadtmitte und ist mit dieser über eine Gemeindestraße verbunden; alternativ steht für eine Teilstrecke die Staatsstraße 2015 zur Verfügung.

## Geschichte
Ältestes Besiedelungszeugnis in der Ortsflur ist ein Grab aus der Hallstattzeit. Der Ort Frankenhofen stammt aus der Zeit des frühen alemannischen Landausbaus. Es gehörte zum Besitz der Welfen und wurde später an die Staufer vererbt. Erstmals bezeugt ist die Ansiedlung in einer vor 1208 abgefassten Urkunde, die den Ortsadligen Rudolf von Frankenhofen als Dienstmann Gottfrieds von Marstetten ausweist. 1227 erhielt das Kloster Irsee Besitztümer in Frankenhofen. Ab 1538 gehörte ganz Frankenhofen dem Kloster Irsee. Bei der Klosteraufhebung im Zuge der Säkularisation übernahm der Bayerische Staat die Herrschaft über den Ort. Seit dem zweiten Gemeindeedikt von 1818 gehörte Frankenhofen zu Schlingen. 1864 bestand das Dorf aus zwei Höfen sowie neun Halbhöfen und Sölden und hatte 66 Einwohner. Die Gemeinde gehörte bis zu seiner Auflösung am 30. Juni 1972 zum Landkreis Kaufbeuren. Am 1. Juli 1972 wurde Schlingen mit seinen Ortsteilen im Zuge der Gebietsreform in Bayern in die Stadt Bad Wörishofen eingegliedert und kam gleichzeitig zum neuen Landkreis Unterallgäu (Name bis 30. April 1973 Landkreis Mindelheim).

## Baudenkmäler

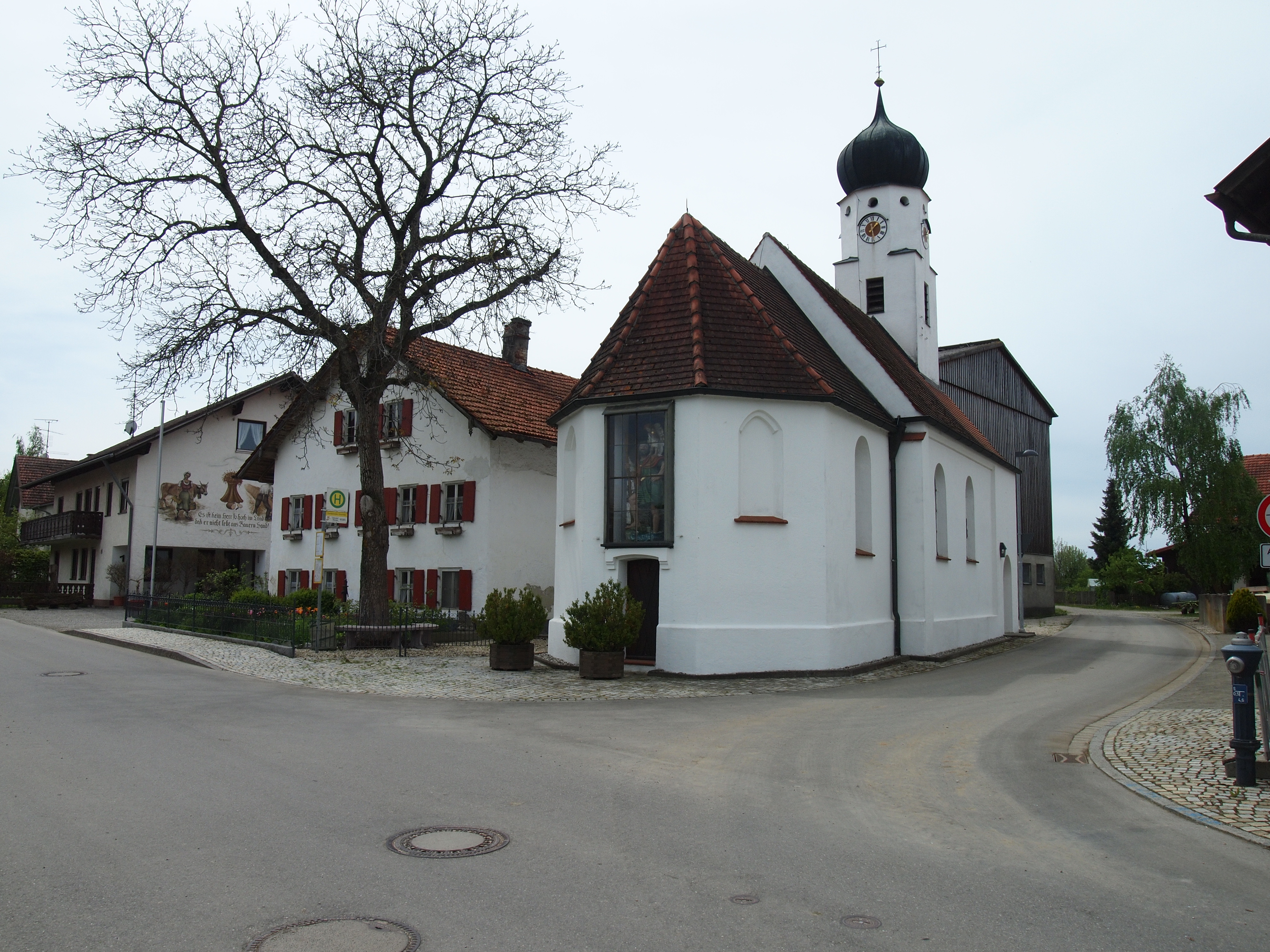
Kapelle St. Christophorus

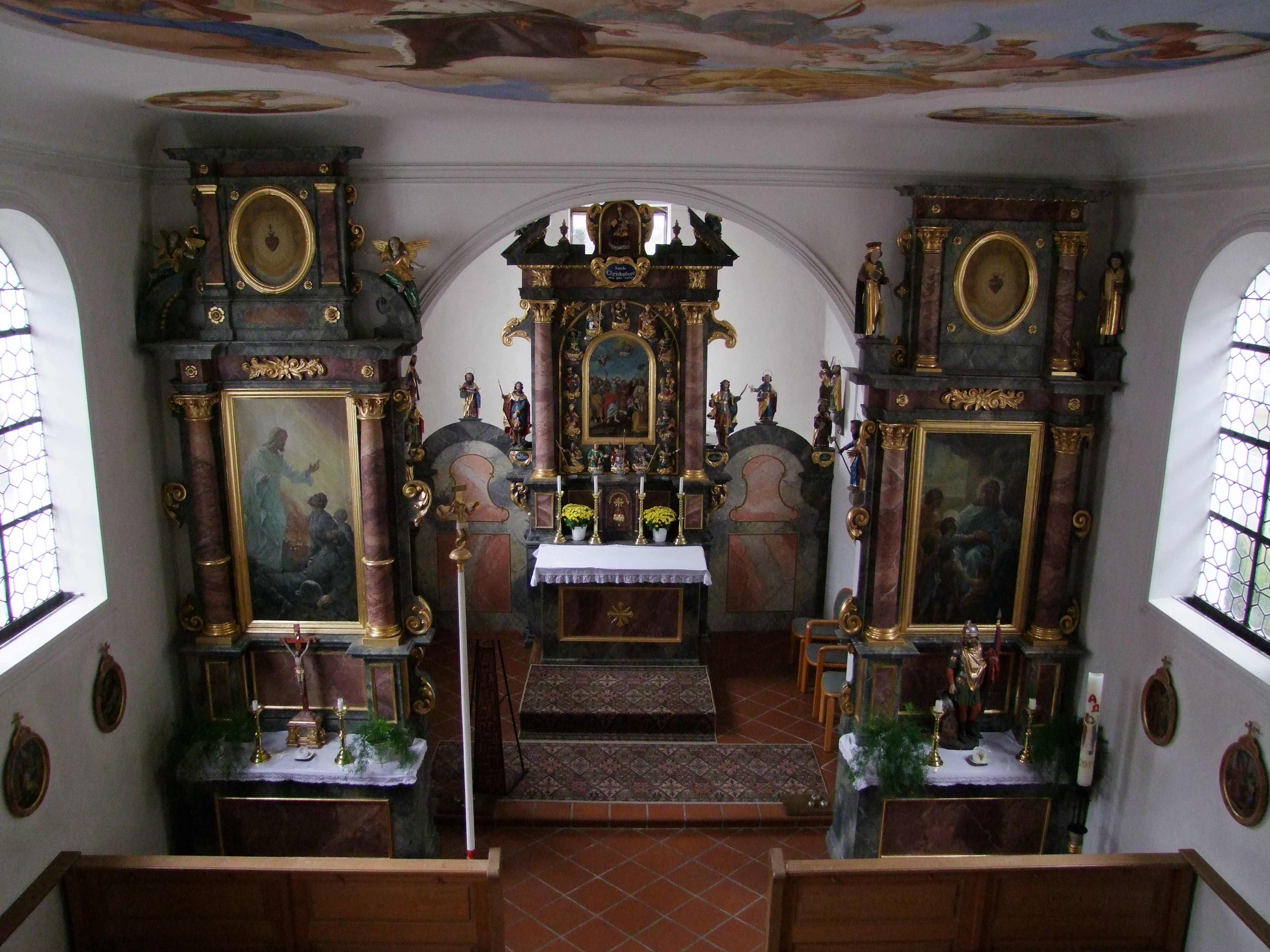
Innenansicht der Kapelle

Die Kapelle St. Christophorus geht auf das späte Mittelalter zurück und wurde 1690 erneuert. 1745 erhielt sie ihren Dachreiter. Die Kapelle verfügt über einen barocken Altar, dessen Mittelbild von Figuren der Vierzehn Nothelfer umgeben ist. Frankenhofen ist eine Filiale der Pfarrei Schlingen.